# Gimhae City FC
Gimhae City FC ist ein Fußballfranchise aus Gimhae, Südkorea. Der Verein spielt aktuell in der K3 League, der dritthöchsten Spielklasse Südkoreas.

## Geschichte
Das Franchise wurde im Jahr 2007 gegründet und spielt seit der Saison 2008 in der Korea National League.
In ihrer ersten Saison 2008 erreichte sie einen sehr guten 5. Platz der Korea National League. In der darauffolgenden Saison wurde der Verein Halbserienmeister und qualifizierte sich für die Meisterschaft. Im Finale unterlagen sie allerdings Gangneung City FC. Die Saison 2010 verlief nicht gut. Sie beendeten die Saison auf Platz 12. 2011 beendeten sie die Saison auf Platz 10. Die Saison 2012 beendeten sie auf den 11. Platz. Die darauffolgende Saison wurde besser als ihre letzten Saisons. Sie beendeten die Saison auf Platz 5. Die Saison 2014 wurde ihre bisher schlechteste Saison. Sie wurden 9. und wurden vorletzter. 2015 wurden sie 7. 2016 verlief besser. Ihnen fehlten nur 5 Punkte, um an der Meisterschaftsrunde teilnehmen zu können. Sie beendeten die Saison auf Platz 6. Bisher konnte sich der Verein nur einmal für die Korea-National-League-Meisterschaft qualifizieren.

## Stadion
Ihre Heimspiele trägt die Mannschaft im Gimhae-Stadion aus.